# Trevi (azienda)
Trevi Group (Trevi – Finanziaria Industriale S.p.A.) è un'azienda italiana specializzata nelle fondazioni speciali e consolidamenti di terreni; la società fa parte, insieme alla divisione Soilmec (progettazione e produzione macchine e tecnologie per le fondazioni e consolidamenti dei terreni), del gruppo Trevi controllato da Cassa Depositi e Prestiti e Polaris Capital Management LLC.
La capogruppo Trevi - Finanziaria Industriale S.p.A. è quotata alla Borsa di Milano dal 1999, nel comparto Euronext Milan. A partire dal 2015 ha attraversato una fase di crisi, culminata nel 2020 con l’omologazione da parte della Corte d’Appello di Bologna di un accordo di ristrutturazione dei debiti, che ha consentito al gruppo di proseguire le proprie attività.

## Storia industriale

### Pali Trevisani
Davide Trevisani fonda a Cesena nel 1957, l'Impresa Palificazioni Trevisani Geom. Davide specializzata nella realizzazione di pali trivellati per scavare pozzi a bassa profondità.
Gianluigi Trevisani, fratello di Davide, entra nell'azienda nel 1962 per meglio sviluppare la presenza del gruppo all'estero; nello stesso anno viene brevettata la prima attrezzatura semovente per l'esecuzione di pali battuti e nel 1967 viene progettato e brevettato il primo impianto rotary a tre rulli per lo scavo di pali trivellati di grande diametro. Il 1967 è anche la data della prima grossa commessa estera: la realizzazione delle fondazioni dell'Apapa Road a Lagos, in Nigeria.

Per diversificare le attività, nel 1969 venne fondata la Soilmec S.p.A., un'azienda specializzata nella progettazione, produzione e commercializzazione di attrezzature e impianti per le fondazioni profonde. Il primo nucleo produttivo è costituito da due capannoni su 6 ettari di terreno a Pievesestina di Cesena: uno per la Pali Trevisani, uno per Soilmec. 

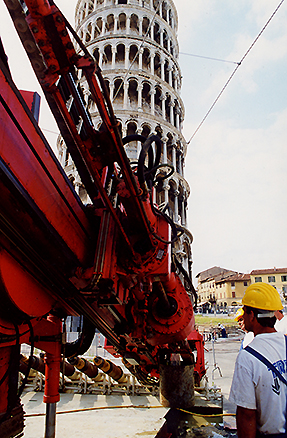
1995: lavori di consolidamento della Torre di Pisa

Nel 1971 viene fondata la Pilotes Trevi in Argentina, nel 1973 si costituisce la Tecnosol S.p.A. con sede a Roma, specializzata in indagini geognostiche e nella ricerca idrica e nel 1975 si acquisisce il contratto per i pali di fondazione della centrale termoelettrica di Porto Tolle. Nel 1977 viene costruita la Trevi Foundations Nigeria Ltd, che inizia i lavori di fondazione del Third Mainland Bridge a Lagos. Sempre nel periodo 1977-1980 vengono acquisiti i lavori per il porto di Bandar Abbas in Iran e del porto commerciale di Gioia Tauro in Italia, nonché i lavori di perforazione ed iniezione per i cut-off delle dighe di Alicura in Argentina e del Khao Laem in Thailandia. Nel periodo 1980-1985 sono costituite: Trevi Hong Kong (1980), Trevi Foundations Philippines (1981) e Italthai-Trevi Company Ltd. in Thailandia (1982).

### Trevi S.p.A.
Nel 1983 Pali Trevisani diventa "TREVI S.p.A", a causa dell'avvenuta diversificazione tecnologica nel campo della piccola e grande perforazione.
Nel 1992 l'azienda realizza la Diga di Ertan in Cina. Nel 1994 vengono eseguiti i lavori di fondazione del ponte Vasco de Gama a Lisbona in Portogallo, un ponte lungo 18 km. A questi lavori si affiancano commesse di valore storico e culturale: nel 1995 iniziano i lavori di consolidamento della Torre pendente di Pisa. L'anno seguente, in Egitto, Trevi partecipa alla costruzione della nuova Biblioteca di Alessandria d'Egitto, ed al difficile consolidamento di antiche moschee datate dal 1000 al 1500 d.C.
Nel 1997 la Trevi intensifica la propria presenza negli Stati Uniti acquisendo la Icos, azienda del mercato nordamericano lavorando quindi nei progetti del Big Dig a Boston, Four Season Hotel di Miami, numerose dighe americane e il nuovo World Trade Center di New York.

### Gruppo Trevi
Nel 1999 il Gruppo Trevi si espande nel Medio Oriente e acquista la Swissboring Piling Overseas Corporation operante dal 1973 nella zona degli Emirati Arabi Uniti, Qatar, Oman, Bahrain e Kuwait. Gli ultimi anni sono collegati all'impegno nella messa a punto di attrezzature e tecnologie utilizzate in numerose gallerie in Italia e all'estero e con la firma di contratti di cessione di tecnologie in Giappone. Lo sviluppo rimane costante, sostenuto da commesse che arrivano dalla Nuova Zelanda, dalla Nigeria, dagli Stati Uniti, dal Medio Oriente ed Europa.
Nel 2012 Trevi, attraverso la propria controllata Treviicos, completa il diaframma di protezione in calcestruzzo della diga di Wolf Creek, all'interno del progetto di consolidamento della diga sul fiume Cumberland in Kentucky, commissionato dall'USACE (Genio Militare delle Forze Armate degli Stati Uniti).
Nel 2013 la società è organizzata in dieci stabilimenti produttivi: a Cesena, Forlì e Asolo in Italia e Fort Worth, Houston, San Paolo, Voluntari, Dubai, Mumbai e Shanghai nel mondo, con una rete di filiali, agenti e distributori presente in più di 90 paesi sparsi nel mondo.
Nel 2016 il Gruppo Trevi si aggiudica il contratto per i lavori di riparazione della diga di Mosul, in Iraq, per un valore di 273 milioni di euro. La sicurezza dei 450 tecnici e personale della Trevi impegnati nei lavori anche per tutto il 2017, è garantita da un contingente militare italiano.

## Storia finanziaria
Alla fine del 2014 CDP Equity, la Cassa Depositi e Prestiti  entra, attraverso il Fondo Strategico Italiano (FSI), nel Gruppo Trevi acquisendo il 16,8% del capitale con un investimento di 101 milioni di euro e il fondo Polaris Capital Management raddoppia al 10% la propria partecipazione nella Trevi dal precedente 5%

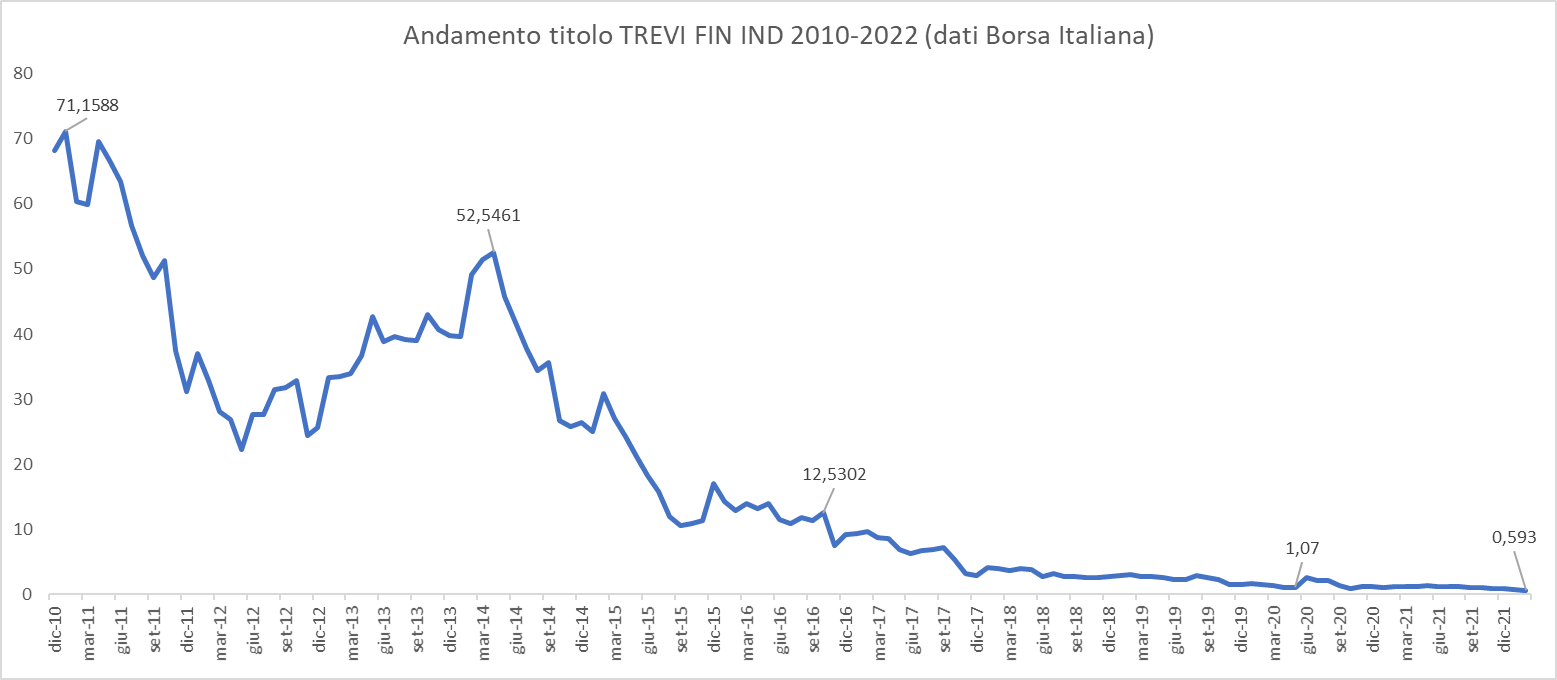
Andamento titolo TREVI FIN IND 2010-2022 (dati Borsa Italiana)

Nel dicembre 2017, dopo il crollo del titolo in Borsa a 0,26 euro, il cda nomina Sergio Iasi responsabile della ristrutturazione del gruppo.
Nel dicembre 2023 il Gruppo Trevi ritorna all'utile grazie al contributo di Cdp Equity

### Il primo aumento di capitale e l'uscita della famiglia Trevisani
In ottobre 2018 la crisi del gruppo, che prosegue con un indebitamento bancario attorno ai 700 milioni di euro, viene affrontata con un aumento di capitale da 130 milioni sottoscritto pro quota dai due principali investitori (Cassa Depositi e Prestiti e il fondo Polaris Capital Management), la conversione di crediti in azioni ordinarie da parte delle 42 banche esposte con Trevi Costruzioni fino a 310 milioni e la vendita della divisione Oil&Gas agli indiani di Meil Group per 140 milioni per rimborsare in parte gli istituti di credito. L'aumento di capitale si conclude a maggio 2020
Nel 2019, causa divergenze tra la famiglia Trevisani e le banche sul piano di ristrutturazione la famiglia Trevisani si ritira dal controllo del cda Nel board entrano due esponenti della famiglia Trevisani, Cesare e Stefano, con il 32% destinato a diluirsi con l'aumento di capitale di 130 milioni previsto entro la fine dell'anno.
Nel dicembre 2019 la controllata Soilmec cede l'intera quota di maggioranza, l'80%, della società Usa Watson, acquisita nel 2009.
Nel gennaio 2020 la Corte di appello di Bologna, ribaltando la decisione del tribunale di Forlì, ha omologato l'accordo di ristrutturazione del debito che consente al Gruppo Trevi di sopravvivere.

### Giuseppe Caselli, il mancato rilancio e la nuova manovra di ristrutturazione
Tuttavia la crisi prosegue e la semestrale a giugno 2021 evidenzia una perdita nei primi sei mesi del 2021 di - € 29,249 milioni di euro, con una diminuzione del -9% dei ricavi e del -42% dell'EBITDA Ricorrente rispetto all'anno precedente.
Nel 2022 il valore della capitalizzazione della società scende a 87 milioni di euro; la Posizione Finanziaria Netta del Gruppo al 31 dicembre 2021 ammonta a circa 253,5 milioni di Euro e Luca Caviglia, A.D. di Soilmec si dimette prima del termine del mandato.

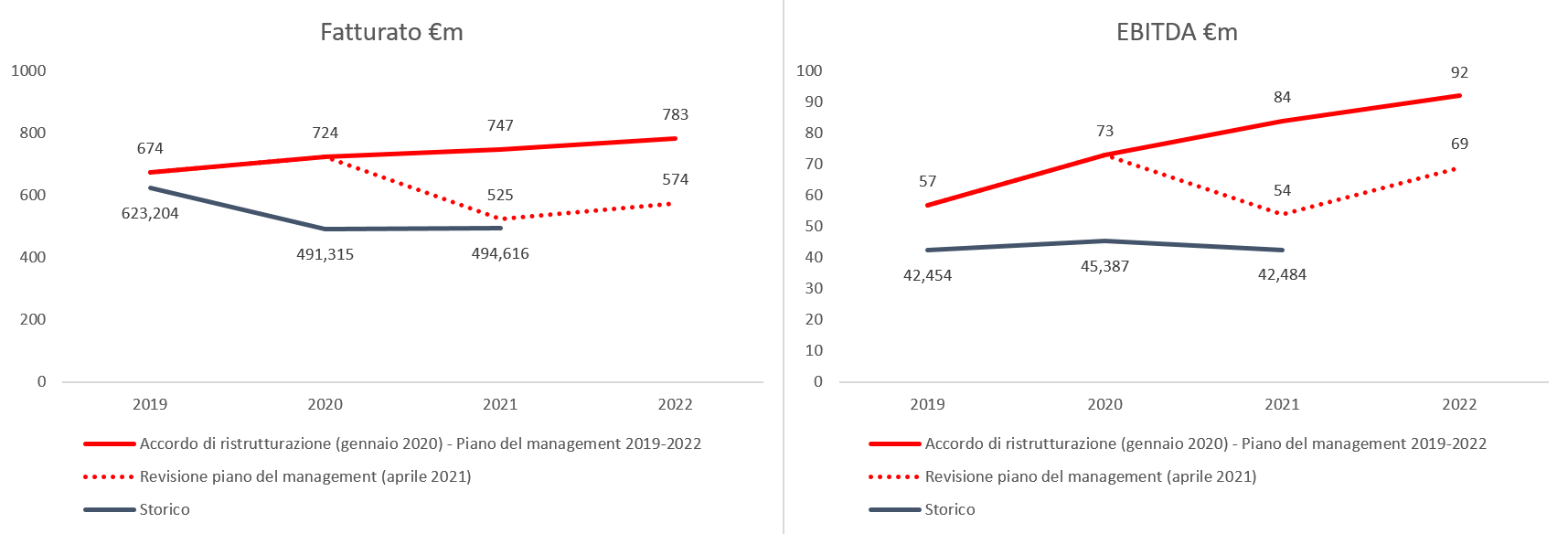
Accordo di ristrutturazione e risultati management. Fonte: accordo di ristrutturazione, presentazioni piano industriale e bilanci

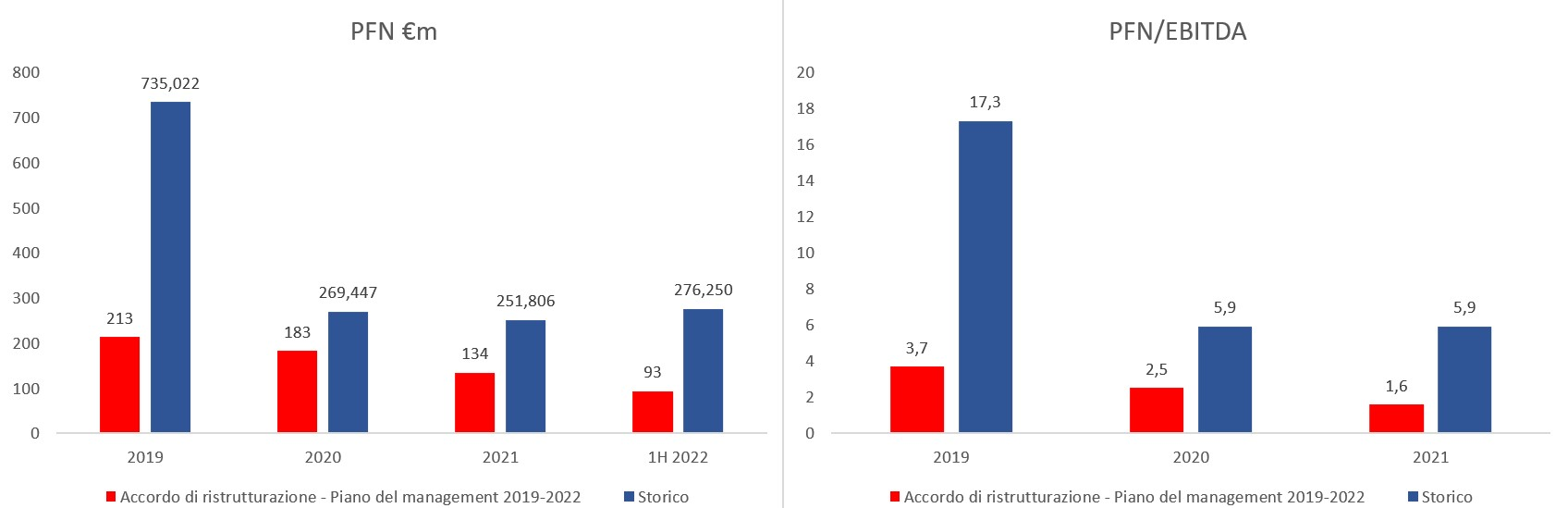
Indebitamento previsto e reale piano Trevi

### Il terzo aumento di capitale con fondi pubblici
Assieme alla presentazione della semestrale 2022, in perdita per circa 20 milioni, il cda ha approvato una nuova proposta di aumento di capitale per cassa offerto in opzione ai soci per 25 milioni massimi, interamente garantiti pro quota dai soci Cdp Equity e Polaris, e un aumento di capitale riservato alle banche finanziatrici, attraverso la conversione dei crediti in azioni, per un controvalore minimo di crediti almeno pari a 20 milioni. Sono poi previste la subordinazione e postergazione sino al 30 giugno 2027 di una porzione del debito bancario fino a un massimo di 40 milioni, l'estensione della scadenza finale dell'indebitamento a medio-lungo termine sino al 31 dicembre 2026, con introduzione di un piano di ammortamento a partire dal 2023, la concessione/conferma di linee di credito per firma a supporto del piano industriale, l'estensione al 2026 della scadenza di un prestito obbligazionario per un valore di 50 milioni.

## Dati economici e finanziari[33]
- Il fatturato del 2023 è stato di 594,9 milioni di Euro in aumento del 4,5% rispetto ai 569,2 milioni di Euro nel 2022. EBITDA ricorrente a 74,5 milioni di Euro (64,5 milioni di Euro nel 2022) in aumento del 15,6%. Risultato operativo netto (EBIT) pari a 41,6 milioni di Euro (20,1 milioni di Euro nel 2022). Risultato netto dell’esercizio pari a 25,9 milioni di Euro (negativo per 15,2 milioni di Euro nel 2022). Si riduce l’indebitamento finanziario netto pari a 202 milioni di Euro (251,2 milioni di Euro a fine dicembre 2022) in netta diminuzione del 19,6%.[2]
- Nel primo semestre del 2022 il fatturato è stato di 236,1 milioni di euro, con una perdita di 19,8 milioni milioni di euro. Il debito è aumentato a 274,6 milioni di euro.
- Il fatturato del 2021 risulta essere di 494,616 milioni di euro; l'esercizio si è concluso con una perdita di 52,977 milioni di euro.
- Il fatturato del 2019 risulta essere di 623,205 milioni di euro; l'esercizio si è concluso con una perdita di 75,802 milioni di euro. Il patrimonio netto a fine esercizio risulta essere negativo per -222,167 milioni di euro.
- Il fatturato del 2018 risulta essere di 618,080 milioni di euro; l'esercizio si è concluso con una perdita di 143,427 milioni di euro. Il patrimonio netto a fine esercizio risulta essere negativo per -147,335 milioni di euro.
- Il fatturato del 2017 risulta essere di 949,197 milioni di euro; l'esercizio si è concluso con una perdita di 432,839 milioni di euro. Il patrimonio netto a fine esercizio risulta essere negativo per -1,091 milioni di euro.
- Il fatturato del 2016 risulta essere di 1,080 miliardi di euro; l'esercizio si è concluso con una perdita di 94,322 milioni di euro. Il patrimonio netto a fine esercizio risulta essere di 482,740 milioni di euro.
- Il fatturato del 2015 risulta essere di 1,342 miliardi di euro; l'esercizio si è concluso con una perdita di 115,187 milioni di euro. Il patrimonio netto a fine esercizio risulta essere di 579,573 milioni di euro.
- Il fatturato del 2014 risulta essere di 1,250 miliardi di euro; l'esercizio si è concluso con un utile di 24,415 milioni di euro. Il patrimonio netto a fine esercizio risulta essere di 666,746 milioni di euro.